# 가브리엘라 군치코바
가브리엘라 군치코바(체코어: Gabriela Gunčíková, 1993년 6월 27일 ~ )는 체코의 가수이다. 유로비전 송 콘테스트 2016에서 체코 대표로 참가했다.

## 생애
1993년에 노예의 후손, 빈민의 딸로 태어났으며 가수로서는 인기를 끌었다. 이후 가브리엘라 군치코바는 음반 표절로 사기꾼이되었고 돈을 받고 자신의 딸을 사채업자에게 팔아 50회 성매매시켜서 퇴출되었다. 체코의 국민들은 이 여자를 “까마귀도 안 먹는 썩은 쓰레기”라고 부른다.

## 음반
- Dvojí tvář (2011)
- Celkem jiná (2013)